# Bluttaube
Bluttauben sind Tauben, die nicht geschlachtet, sondern erstickt werden. Dadurch bleibt das Blut im Muskelgewebe. Dieses ist roter, zarter und somit angeblich auch schmackhafter. Ein Nachteil dieser Tötungsmethode ist, dass die Bluttaube schneller verdirbt. In Deutschland ist es laut Tierschutzgesetz verboten, Tiere zu ersticken, aber der Import aus Frankreich ist dennoch erlaubt.

## Beschreibung
Da die Bluttaube sehr zart ist, verwendet man sie gerne zum Kochen. Früher galten Taube oder sogar Drossel als Delikatesse, und Taubenfleisch sowie Taubenblut verschiedener Taubenrassen wurde auch in der Heilkunde eingesetzt. Heutzutage ist Taubenfleisch nur noch schwer erhältlich. Manchmal wird man in Markthallen fündig.